# گراکوییه
گراکوییه، روستایی از توابع بخش مرکزی شهرستان کوهبنان در استان کرمان ایران است.

## جمعیت
این روستا در دهستان خرم‌دشت (کوهبنان) قرار دارد و براساس سرشماری مرکز آمار ایران در سال ۱۳۸۵، جمعیت آن ۵۰ نفر (۱۳خانوار) بوده‌است.